# U.S.U.R.A.
U.S.U.R.A. (U.s.u.r.a.) – włoski zespół tworzący elektroniczną muzykę taneczną, działający w latach 1991–1998.
U.S.U.R.A. został założony przez właściciela Time Records, Giacomo Maioliniego oraz producentów Waltera Cremoniniego i Alessandro Gilardi. Nazwa zespołu pochodzi od nazwiska mamy Maioliniego, Ursuli.
Zespół jest najbardziej znany z singla „Open Your Mind” z 1992–1993 roku, zawierającego próbkę dialogową z filmu Pamięć absolutna oraz samplem zespołu Ashford & Simpson (ten dźwięk owh) oraz zawierającego elementy piosenki „New Gold Dream” zespołu Simple Minds z 1982 roku.

## Dyskografia

### Albumy
| Rok  | Dane dot. albumu                                                      | Najwyższe pozycje na listach |
| Rok  | Dane dot. albumu                                                      | AUS                          |
| ---- | --------------------------------------------------------------------- | ---------------------------- |
| 1993 | Open Your Mind - Wydawnictwo: Deconstruction Records - Format: CD, LP | 218                          |

### Single
| Rok             | Tytuł                | Najwyższe pozycje na listach | Najwyższe pozycje na listach | Najwyższe pozycje na listach | Najwyższe pozycje na listach | Najwyższe pozycje na listach | Najwyższe pozycje na listach | Najwyższe pozycje na listach | Najwyższe pozycje na listach | Najwyższe pozycje na listach | Najwyższe pozycje na listach | Najwyższe pozycje na listach | Album                      |
| Rok             | Tytuł                | ITA                          | AUS                          | AUT                          | BEL                          | FIN                          | GER                          | IRE                          | NED                          | SWE                          | SWI                          | UK                           | Album                      |
| --------------- | -------------------- | ---------------------------- | ---------------------------- | ---------------------------- | ---------------------------- | ---------------------------- | ---------------------------- | ---------------------------- | ---------------------------- | ---------------------------- | ---------------------------- | ---------------------------- | -------------------------- |
| 1993            | „Open Your Mind”     | 2                            | 29                           | 3                            | 4                            | 6                            | 8                            | 6                            | 5                            | 19                           | 3                            | 7                            | Open Your Mind             |
| 1993            | „Sweat”              | 4                            | 48                           | 9                            | 20                           | 4                            | —                            | 10                           | —                            | —                            | 22                           | 29                           | Open Your Mind             |
| 1993            | „Tear It Up”         | 3                            | 99                           | —                            | —                            | 3                            | —                            | —                            | —                            | —                            | —                            | —                            | Open Your Mind             |
| 1994            | „Drive Me Crazy”     | 8                            | —                            | —                            | —                            | 11                           | —                            | —                            | —                            | —                            | 30                           | —                            | Open Your Mind             |
| 1995            | „Infinity”           | 2                            | —                            | —                            | —                            | —                            | —                            | —                            | —                            | —                            | —                            | —                            | (tylko pojedyncze wydania) |
| 1995            | „The Spaceman”       | 5                            | —                            | —                            | —                            | —                            | —                            | —                            | —                            | —                            | —                            | —                            | (tylko pojedyncze wydania) |
| 1996            | „Flying High”        | 14                           | —                            | —                            | —                            | —                            | —                            | —                            | —                            | —                            | —                            | —                            | (tylko pojedyncze wydania) |
| 1996            | „In the Bush”        | 20                           | —                            | —                            | —                            | —                            | —                            | —                            | —                            | —                            | —                            | —                            | (tylko pojedyncze wydania) |
| 1997            | „Open Your Mind '97” | 19                           | —                            | 34                           | —                            | —                            | 64                           | —                            | —                            | —                            | —                            | 21                           | (tylko pojedyncze wydania) |
| 1998            | „Trance Emotions”    | —                            | —                            | —                            | —                            | —                            | —                            | —                            | —                            | —                            | —                            | —                            | (tylko pojedyncze wydania) |
| „—” nienotowane |                      |                              |                              |                              |                              |                              |                              |                              |                              |                              |                              |                              |                            |